# سولوا
سولوا (به انگلیسی: Solva) یک منطقهٔ مسکونی در بریتانیا است که در پمبروکشر واقع شده‌است. سولوا ۸۶۵ نفر جمعیت دارد.